# Acropyga palaga
Acropyga palaga é uma espécie de formiga do gênero Acropyga, pertencente à subfamília Formicinae.